# Alicja Leszczyńska
Pour les articles homonymes, voir Leszczynska.
Alicja Leszczyńska est une ancienne joueuse de volley-ball polonaise née le 16 juin 1988 à Lubań. Elle mesure 1,76 m et jouait au poste de passeuse.

## Clubs
| Club                             | De        | À         |
| -------------------------------- | --------- | --------- |
| LTS Legionovia Legionowo         | 2005-2006 | 2005-2006 |
| Skra Bełchatów                   | 2006-2007 | 2006-2007 |
| AZS KSZO Ostrowiec Świętokrzyski | 2008-2009 | 2008-2009 |
| Pałac Bydgoszcz                  | 2009-2010 | 2009-2010 |
| AZS Białystok                    | 2010-2010 | 2010-2010 |
| TPS Rumia                        | 2010-2011 | 2010-2011 |
| Köpenicker SC                    | 2011-2012 | déc 2012  |